# Mindoro

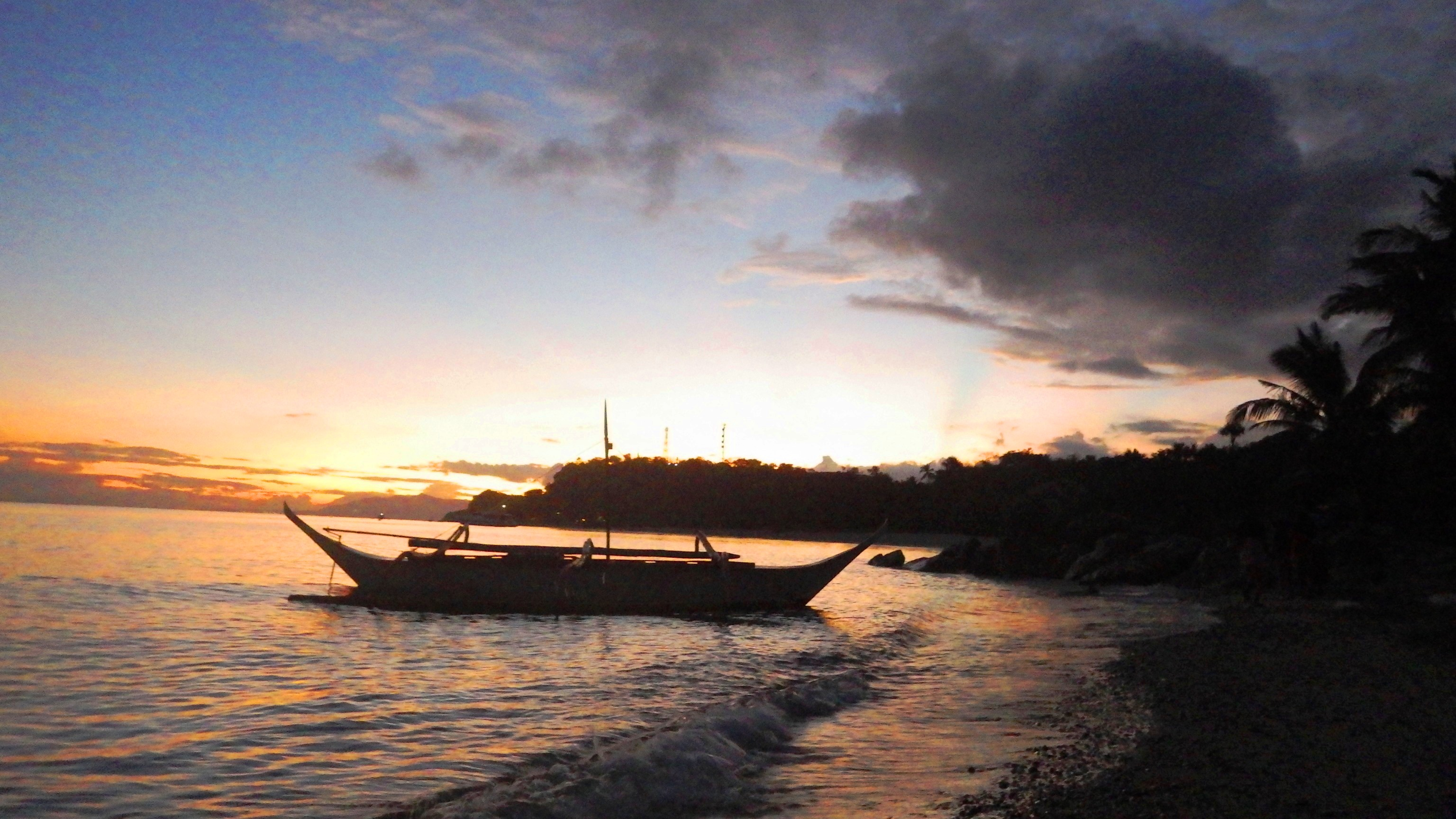
Talipanan Beach, Puerto Galera, Mindoro.

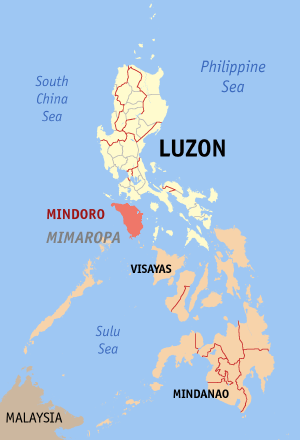
Filippinerna med Mindoro markerade

Mindoro är en 10 244,50 km² stor ö som tillhör Filippinerna. Enligt folkräkningen från året 2000 har ön 1 000 340 invånare. Mindoro ingår i ögruppen Luzon, och är, frånsett huvudön Luzon, den största ön i denna ögrupp.
Invånarna talar Tagalog och visaya. Öns jordbruk kultiverar ris, kokospalm, olika frukter och grönsaker. I gruvor bryts bland annat marmor, mangan, koppar och baryt.
I öns centrum lever det utrotningshotade oxdjuret tamarau.